# Wariant R
Wariant R – polski zespół muzyczny z nurtu piosenki turystycznej i poezji śpiewanej, której twórcą i liderem jest Radosław Truś.
Zespół rozpoczął działalność w 1989 roku w Kędzierzynie Koźlu i działał do 1997 roku. Wariant R związany był z Ogólnopolskim Przeglądem Piosenki Turystycznej, Poezji Śpiewanej i Sztuk Różnych "Wrzosowisko" w Kędzierzynie Koźlu. Zespół Wariant R był również jednym z głównych wykonawców podczas trzech koncertów "W Krainie Łagodności" w jaworskim Liceum Ogólnokształcącym.
W roku 2017 z okazji XXX przeglądu „Wzrosowisko” w Kędzierzynie-Koźlu zespół reaktywował się.

## Skład zespołu
Skład zespołu był zmienny, a występowali w nim m.in.:
- Radosław Truś – wokal, gitara;
- Anna „Paskuda” Pasek – wokal;

- Dariusz Kardasz – wokal, gitara;
- Teresa Pieńkowska – wokal, przeszkadzajki;
- Aradiusz Malec – wokal, altówka;
- Ryszard Wilczek – harmonijka;
- Katarzyna Tatoń – wokal;
- Rafał Meroń – flet prosty;
- Magdalena Figura – flet;
- Wojciech Buchta – wokal, gitara;
- Katarzyna Suder – skrzypce;
- Katarzyna Gancarz – skrzypce

i inni.

## Dyskografia
- W jeden dzień (MC)[2]